# Liber Elegantiarum
El Liber Elegantiarum és un repertori de paraules i frases català-llatí, obra del notari o escrivent valencià Joan Esteve (Johannes Stephanus), publicat a Venècia per l'editor Paganinus de Paganinis el 3 d'octubre de l'any 1489. Es tracta d'una obra destinada a l'ensenyament del llatí en la qual, partint de frases escrites en català, s'ofereix la frase llatina equivalent. El colofó del llibre diu:
| « | Explicit liber elegantiarum Johannis Stephani viri eruditissimi civis Valentiani regie auctoritate notarii publici: latina et valentiana lingua: exactissima diligentia emendatus... | » |

Se’l considera el primer diccionari de la llengua catalana, ja que les obres lexicogràfiques anteriors són col·leccions de glosses o postil·les marginals de paraules difícils de certes obres (explicacions de "vocables escurs"), o rimaris (diccionaris per a fer rimes).
Basant-se en la data de la seva dedicatòria (1472), se’l considera el primer diccionari d'una llengua romànica. Sigui fiable o no una tal data, el que és cert és que es tracta d'una obra que apareix en una època (darreries del s. XV) en la qual es detecta una important atenció a la llengua romanç pròpia de cada territori, i es publiquen obres en què s'expliquen les paraules o frases llatines a partir dels seus equivalents en vulgar. Així, el 1487 Loys Garbin (Louis Cruse) publica a Ginebra el seu Vocabulaire latin-françois, el 1490 Alfonso de Palencia publica el seu Universal vocabulario en latín y en romance i el 1492 Nebrija imprimeix el seu Lexicon latino-castellanum et castellano-latinum.